# Galal Yafai
Galal Yafai (ur. 11 grudnia 1992 w Birmingham) – brytyjski bokser, mistrz olimpijski.
W 2016 w kwalifikacjach do igrzysk olimpijskich w Rio de Janeiro w Samsun w Turcji, pokonał Hiszpana Samuela Carmona Heredia poprzez jednomyślną decyzję sędziów w półfinale, zapewniając sobie miejsce w igrzyskach w 2016 w Rio de Janeiro. Na igrzyskach olimpijskich w Rio de Janeiro stoczył dwie walki, wygrywając z Simplice Fotsalą z Kamerunu i przegrywając w następnej rundzie z Joahnysem Argilagosem z Kuby.
W 2017 zdobył srebrny medal mistrzostw Europy w wadze lekkomuszej. W 2018 zdobył mistrzostwo Igrzysk Wspólnoty Narodów w tej samej kategorii.
Na igrzyskach europejskich w 2019 zdobył brązowy medal w wadze muszej. W tym samym roku brał udział w mistrzostwach świata w Jekaterynburgu. Przegrał z francuskim bokserem Billalem Bennemą poprzez decyzję sędziowską.
W 2020 na letnich igrzyskach olimpijskich w Tokio zdobył złoty medal w kategorii muszej.